# Yee
Yee（イー）は、映画『リトルフット』のモックバスター（模倣映画）であるアニメ『Dinosaur Adventure』において登場人物が発するセリフである。インターネット・ミームの1つとなっている。

## 概要
ドイツのアニメーション制作会社であるDingo Picturesは、1988年にアメリカで製作されたアニメ映画『リトルフット』のモックバスター（模倣映画）として、アニメ『Dinosaur Adventure』を製作した。この作品は唐突なカットや誤訳、映像と音声のずれなどが見られる低品質な作品であった。
2012年2月29日、この作品のイタリア語吹き替え版のワンシーンを切り取り編集した動画がYouTubeに投稿された。動画のタイトルは当初『I dinosauri antropomorfi hanno il sangue nel ritmo』（直訳すると「擬人化された恐竜のリズムには血が流れている」）であったが、後に投稿者によって『Yee』に改められた。
動画の元となった場面は、ティラノサウルスのオロ（Oro）とアンキロサウルスのピーク（Peek）の会話である。ピークは幼い恐竜に向かって「ママとパパは、新しい赤ちゃんが生まれたら、もう君のことなんて気にしなくなるよ」（イタリア語: Mamma e papà hanno un nuovo bebè e non se ne fanno più niente di te!）と言ったが、オロはこれに「ピーク、どうしてそんなことが言えるのですか？兄弟であろうとなかろうと、親はどの子も同じように愛するものですよ」（イタリア語: Peek, come puoi dire una cosa simile, la maggior parte di noi fratelli o sorelle, i genitori amano tutti i figli allo stesso modo.）と返した。この時、オリジナルのドイツ語版と英語吹き替え版ではオロはピークに対して「Peek」と呼びかけているが、これがイタリア語吹き替え版では「Yee」（イー）と発音されているように聞こえる。
この一連の場面をMAD動画の要領で、ピークが映画の劇伴に合わせて歌っている途中でオロが「Yee」と言って歌を遮り、ピークが悲しみの表情を浮かべる、という流れに編集した動画が先述の『Yee』である。
その後2014年8月20日頃からRedditなどでも話題となり、多くのスレッドが立てられた。その後インターネット・ミーム化していく。Youtubeでも本家「Yee」が投稿された後数々のMAD動画が投稿された。例として、『You Got A Friend In Me（邦訳:君はともだち）』のMAD動画『You Got A Friend In Yee』などが挙げられる。2014年8月20日から、前述の「Yee」の動画はこの動画は非常に話題になり、たった9日後には2061件のコメントが送られた。台湾などでも巴哈姆特電玩資訊站を通して話題となり、学校内などでも広まった。